# Тарік Алі
Тарік Алі (21 жовтня 1943 , Лахор, Пенджаб, Британська Індія ) — пакистано-британський марксистський активіст, письменник, журналіст, історик. Член редакційного комітету журналів «Нью-Лефт Рив'ю» та «Сін Пермісо», також дописує для «Ґардіан», CounterPunch і «Лондонського книжкового огляду». Навчався на факультеті філософії, політики й економіки в Ексетер-коледжі Оксфордського університету.
Є автором таких книг, як «Пакистан: Військова диктатура чи влада народу» (1970), «Чи виживе Пакистан? Смерть держави» (1983), «Бесіди з Едвардом Саїдом» (2005), «Засторога про ультрацентризм» (2015), «Дилеми Леніна» (2017).

## Життєпис

### Ранні роки
Алі народився й виріс у Лахорі, провінція Пенджаб, у Британській Індії (що згодом увійшла до складу Пакистану). Є сином журналіста Мазхара Алі Хана та громадської діячки Тахіри Мазхар Алі Хан. Його мати, Тахіра, була донькою сера Сікандера Хаят Хана — лідера Союзної мусульманської ліги та прем’єр-міністра Пенджабу в 1937–1942 роках. Батько Алі, Мазхар Алі Хан, брав участь у мобілізації селян у родинному феоді, після чого політичний діяч Міан Іфтіхаруддін запросив його до роботи в газеті «Пакистан Таймс». Згодом Мазхар почав симпатизувати комуністичним ідеям, однак членом комуністичної партії ніколи не був.
Батько Алі певний час проходив службу капітаном у Британській Індійській армії. За свідченнями родини, батько Тахіри висунув вимогу, щоб Мазхар обов'язково відслужив офіцером у британській армії до шлюбу з його дочкою, що й було виконано. У спогадах мати Таріка зазначала: «Мазхар поїхав на Близький Схід на військову службу. На той момент я вже була при надії. Ми не бачилися два роки. Наш син Тарік народився під час його відсутності. Коли Мазхар повернувся, я вже вступила до Комуністичної партії й віддала їй усе своє придане, включно з родинними коштовностями».

### Початок активізму
Алі вперше почав брати участь у політичній діяльності в підлітковому віці: він виступавпроти військової диктатури в Пакистані. Дядько, який працював у пакистанській військовій розвідці, попередив батьків Алі, що його не зможуть захистити. Тому батьки вирішили вивезти його з Пакистану й відправили до Англії, де він навчався на факультеті філософії, політики й економіки в Ексетер-коледжі Оксфорда. В Оксфорді він вступив до Гуманістичної групи, де, за його словами, «дебати й дискусії були значно цікавішими, ніж у кар'єристських стінах Лейбористського клубу». У 1965 році його обрали президентом Оксфордської дебатної спілки. У 1967 році Алі став одним із 64 відомих діячів, серед яких були й The Beatles, які підписали петицію з вимогою легалізації марихуани. Під час його каденції на посаді президента Оксфордської дебатної спілки у грудні 1964 року відбулася його зустріч із Малколмом Іксом, який тоді висловив серйозні побоювання щодо загрози власного вбивства.

## Приватне життя
Алі нині проживає у Камдені, на півночі Лондона, разом зі своєю партнеркою Сьюзен Воткінс, редакторкою журналу «Нью-Лефт Рив'ю». Має трьох дітей. Він виріс у світській родині, яка була радше культурно мусульманською, ніж релігійною. Сам є атеїстом. Свої мемуари опублікував у двох томах: «Роки вуличних боїв» (Street Fighting Years, 1987; перевидання — 2005) та «Усім не догодиш» (You Can't Please All, 2024).